# Arremon taciturnus
El cerquero pectoral, saltón tico-tico o pinzón pectoral (Arremon taciturnus) es una especie de ave paseriforme de la familia Passerellidae propia de América del Sur. Se encuentra en Bolivia, Brasil, Colombia, Guayana Francesa, Guyana, Perú, Surinam y Venezuela.

## Hábitat
Vive en el bosque húmedo, matorrales, plantaciones y barrancos boscosos, por debajo de los 1.500 m de altitud.

## Descripción
En promedio mide 15,5 cm de longitud y pesa 24 g. La corona y los lados de la cara son negros, con una delgada franja coronal gris y una línea blanca saliendo de cada ojo hacia atrás. La garganta es blanca. El macho presenta una banda negra en forma de collar en la parte superior del pechoy las partes inferiores del pecho y el vientre de color blanco grisáceo. La hembra presenta las partes inferiores de color ante con matices grises en la parte superior del pecho. El pico es negro arriba y amarillo abajo.

## Alimentación
Se alimenta de insectos que busca arañando el suelo.

## Reproducción
Hace un nido relativamente grande, esférico y cerrado, sobre el suelo del bosque o en arbustos o palmas bajas. La hembra pone 2 a 3 huevos blancuzcos, con manchas de color castaño y morado.